# CCR7
El receptor de quimiocines CC de tipus 7 és una proteïna codificada pel gen CCR7 en humans. És coneixen dues quimiocines CC lligands d'aquest receptor: CCL19 i CCL21.
Recentment, s'ha classificat aquest receptor amb el nom de CD197 (clúster de diferenciació 197).

## Funció
El paper més important del receptor CCR7 és guiar la migració cel·lular. Les cèl·lules que expressen CCR7 són atretes per les quimiocines CCL19 i CCL21, secretades pels òrgans linfàtics secundaris (ganglis limfàtics, melsa i MALT). Quan s'uneixen a CCR7, aquest promou la quimiotaxi a favor de gradient de la cèl·lula on es troba cap a les zones de major concentració.
Un exemple de cèl·lules que expressen CCR7 són els limfòcits T verges. Després de superar el procés de maduració al tim, aquestes cèl·lules immunitàries sobreexpressen el CCR7 per tal de migrar fins als ganglis limfàtics, on residiran a l'espera de trobar un antigen que les activi.
De forma similar, les cèl·lules dendrítiques activades sobreregulen el CCR7 per viatjar a través del flux sanguini fins a la melsa o pel sistema limfàtic fins a un gangli limfàtic per tal de presentar els antigens que han trobat i activar la resposta immunitària adaptativa.
Al contrari, s'ha demostrat que alguns limfòcits CD8+ efectors amb resposta anti-viral disminueixen la síntesi de CCR7 i perden l'afinitat per residir a les regions limfàtiques de la melsa, participant en la redirecció de les cèl·lules durant la resposta inmunitària.

## Importància clínica
S'ha documentat que el gen CCR7 està sobreexpressat en certs tipus de cèl·lules canceroses, com el càncer pulmonar de cèl·lules no petites, el càncer d'esòfag i el càncer d'estómac. En aquestes cèl·lules tumorals, l'expressió de CCR7 està associada amb la metàstasi als ganglis limfàtics.